# Amite County
Amite County är ett administrativt område i delstaten Mississippi, USA. År 2010 hade countyt 13 131 invånare. Den administrativa huvudorten (county seat) är Liberty.

## Geografi
Enligt United States Census Bureau har countyt en total area på 1 896km². 1 891 km² av den arean är land och 5 km² är vatten.

### Angränsande countyn
- Franklin County - nord
- Lincoln County - nordost
- Pike County - öst
- Tangipahoa Parish, Louisiana - sydost
- Saint Helena Parish, Louisiana - syd
- East Feliciana Parish, Louisiana - sydväst
- Wilkinson County - väst